# 1709
- Wikisource

| Calendário gregoriano                                                        | 1709 MDCCIX                          |
| Ab urbe condita                                                              | 2462                                 |
| Calendário arménio                                                           | 1158 – 1159                          |
| Calendário bahá'í                                                            | -135 – -134                          |
| Calendário budista                                                           | 2253                                 |
| Calendário chinês                                                            | 4405 – 4406 Início a 10 de fevereiro |
| Calendário copta                                                             | 1425 – 1426                          |
| Calendário etíope                                                            | 1701 – 1702                          |
| Calendários hindus - Vikram Samvat - Calendário nacional indiano - Cáli Iuga | 1764 – 1765 1630 – 1631 4809 – 4810  |
| Calendário Holoceno                                                          | 11709                                |
| Calendário islâmico                                                          | 1121 – 1122                          |
| Calendário judaico                                                           | 5469 – 5470                          |
| Calendário persa                                                             | 1087 – 1088                          |
| Calendário rúnico                                                            | 1959                                 |
| Calendário solar tailandês                                                   | 2252                                 |

1709 (MDCCIX, na numeração romana)  foi um ano comum do século XVIII do actual calendário gregoriano, da era de Cristo, a sua letra dominical foi F (52 semanas), teve início a uma terça-feira e terminou também a uma terça-feira.
| Ano completo                       |
| ---------------------------------- |
| Ano comum com início à terça-feira |

## Eventos

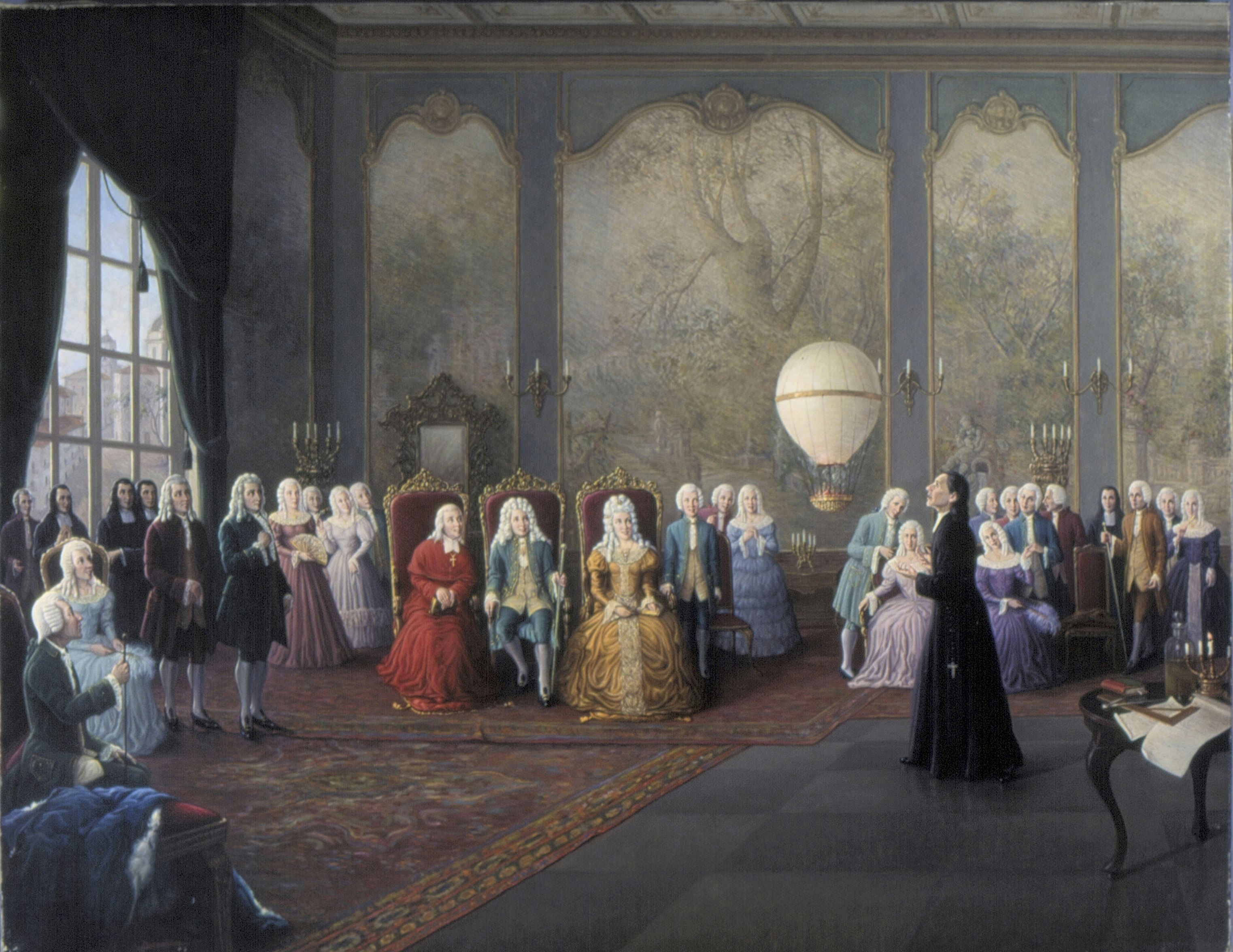
Bartolomeu de Gusmão, padre e cientista, apresenta um dos seus modelos de aeróstato na corte do rei, em Lisboa

- 8 de agosto — Bartolomeu de Gusmão em Portugal, perante o seu rei e o futuro Papa Inocêncio XIII, fez voar a passarola, de sua invenção, o primeiro balão aquecido a ar conhecido até então.
- Construção do primeiro piano em Florença por Bartolomeo Cristofori.
- Começa a Guerra dos Mascates no Pernambuco (Brasil).
- Termina a Guerra dos Emboabas no Brasil.
- Fundação do Canato de Cocande por Xaruque Begue.

## Nascimentos
- 17 de janeiro — Manuel Lopes Diniz, o Adão do Sertão (m. 1796).
- 10 de março — Georg Steller, naturalista e explorador alemão (m. 1746).
- 23 de dezembro — Isabel Petrovna, Imperatriz da Rússia (m. 5 de janeiro de 1762).

## Mortes
- 4 de agosto — Isabel Amália, eleitora do Palatinado (n. 1635).
- Johann Ulrich Megerle — monge católico, pregador moralista e escritor alemão  (n. 1644).

## Por tema
- 1709 na ciência